# لجنة البرلمان الأوروبي للزراعة والتنمية الريفية
لجنة الزراعة والتنمية الريفية (بالإنجليزية: The Committee on Agriculture and Rural Development)‏ المعروفة اختصاراً بـ AGRI هي لجنة تابعة للبرلمان الأوروبي. تقوم بالمسؤواليات التالية:
1. تشغيل وتطوير السياسة الزراعية المشتركة
2. التنمية الريفية (بما في ذلك أنشطة الأدوات المالية ذات الصلة)
3. التشريع بشأن:
  1. شؤون الطب البيطري وصحة النبات، والأعلاف الحيوانية بشرط ألا يكون الغرض من هذه الإجراءات هو الحماية من المخاطر التي تهدد صحة الإنسان
  2. تربية الحيوانات ورعايتها
4. تحسين جودة المنتجات الزراعية
5. توريد المواد الأولية للزراعة
6. مكتب التنوع النباتي المجتمعي
7. الحراجة